# Estación de Romilly-sur-Seine
La estación de Romilly-sur-Seine es una estación ferroviaria francesa situada en la comuna homónima, en el departamento del Aube, en la región de Champaña-Ardenas. Por ella transitan tanto trenes de media distancia como regionales. 

## Historia
La estación fue abierta por la Compañía de Ferrocarriles del Este en torno a 1858 en el marco de la línea París - Mulhouse. Posteriormente se le unieron otras dos líneas menores la que une Oiry con Romilly-sur-Seine y la que une Mézy - Romilly-sur-Seine. Esta última se sigue usando parcialmente para el tráfico de mercancías.

## Descripción
La estación se compone de un edificio principal de dos plantas con dos alas laterales de grandes dimensiones. Posee tres andenes, uno lateral y dos centrales y cinco vías dando lugar a la siguiente organización: a-v-v-a-v-v-a-v. Tiene además diversas vías de garaje. Los cambios de andén se realizan a través de pasos subterráneos. El andén lateral es el único en estar cubierto.
El tramo en el que se encuentra la estación no está electrificado por lo que los trenes que acceden a la misma suelen ser diésel. 

## Servicios ferroviarias

### Media Distancia
A través de sus Intercités, la SNCF une París con Troyes.

### Regionales
Los trenes regionales que circulan por la estación unen Longueville con Troyes vía Nogent y Romilly. 